# Zostérops de Doherty
Heleia dohertyi
Espèce
Statut de conservation UICN

 LC  : Préoccupation mineure
Le Zostérops de Doherty (Heleia dohertyi) est une espèce d'oiseaux de la famille des Zosteropidae endémique en Indonésie.
Son nom scientifique commémore William Doherty (1857-1901) qui a récolté cet oiseau pour le compte de Lionel Walter Rothschild (1868-1937).